# 프라이팬

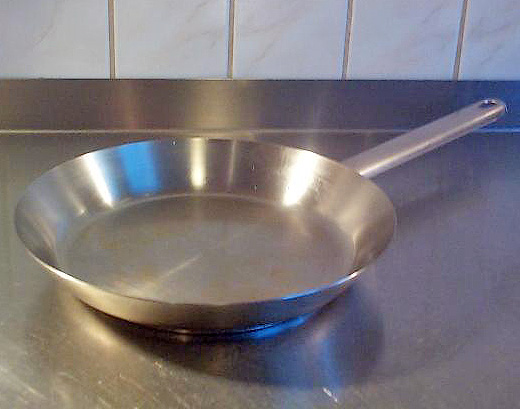
스테인리스강 프라이팬의 모습

프라이팬(문화어: 지점판, 영어: frying pan, frypan) 또는 후라이팬은 프라잉, 시어링, 브라우닝을 하는 데 쓰이는 납작한 모양의 팬이다. 보통 지름이 20 ~ 30 센티미터 (7.9 ~ 11.8 in) 정도 되며 기다란 손잡이가 있다. 대부분은 뚜껑이 없지만 일부는 뚜껑을 가진 제품들도 있다.

## 역사

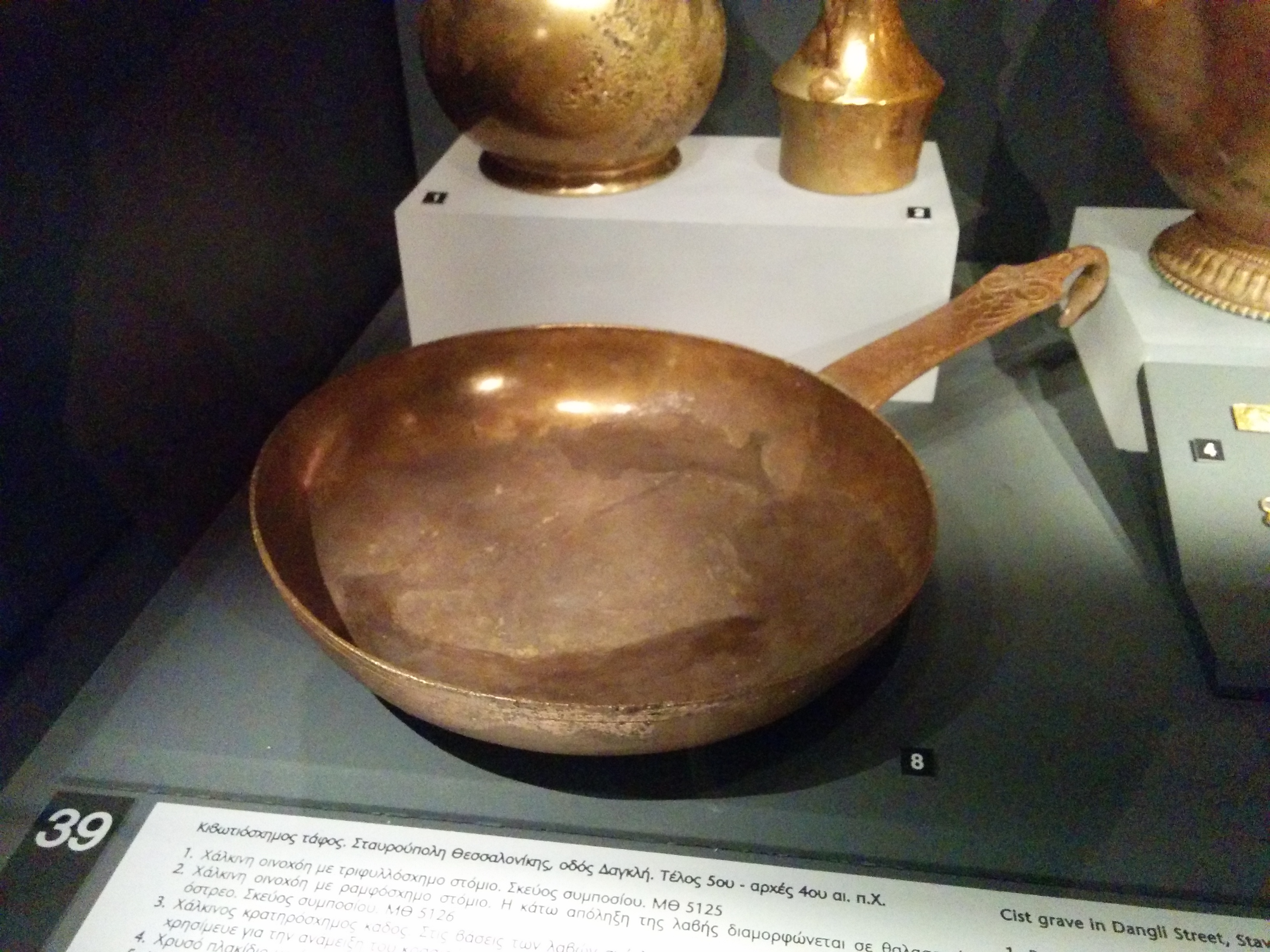
테살로니키 고고학 박물관에 전시된 기원전 5세기~4세기 경의 구리 프라이팬. 손잡이는 꽃 조각으로 장식되어, 끝은 거위 머리 모양으로 표현했다.

구리 프라이팬은 고대 메소포타미아 시대에 쓰였다. 프라이팬은 고대 그리스(téganon)와 로마(patella 또는 sartaginem)에서도 쓰인 것으로 알려져 있다. 팬은 고대 영어 panna에서 나왔다. 주방 스토브가 도입되기 전이었던 19세기 중반의 주철 냄비는 세 개의 다리가 달려있거나 혹은 세개의 손잡이에서 매달아서 석탄과 숯을 태워 요리하였다. 주방 조리용 스토브가 대중화되면서 주철 냄비의 바닥이 평평하게 바뀌었고, 19세기 후반에 오늘날 주철 프라이팬의 형태가 되었다.
한국에 현대적인 프라이팬이 들어온 시기는 근대화가 이루어진 시기였으나 이전에도 프라이팬 비슷한 조리기구로 조리를 하였던 기록이 이었다. 고려시대에 삼짇날 진달래 화전을 지져 먹었다는 기록이 있었고, 조선시대 전기의 기록에서 전유어를 부쳐먹었다는 기록이 있었으나 무엇에다 조리하였는지는 알 수가 없었다. 조선시대 후기에 '조리기구에 철물제품으로 번철이 있다', '번철은 지짐질하는 것이다'라는 기록이 나오면서 이것을 통해 조선시대 후기에 현재 사용하는 프라이팬 비슷한 조리기구가 있음을 확신할 수 있다.

## 재질

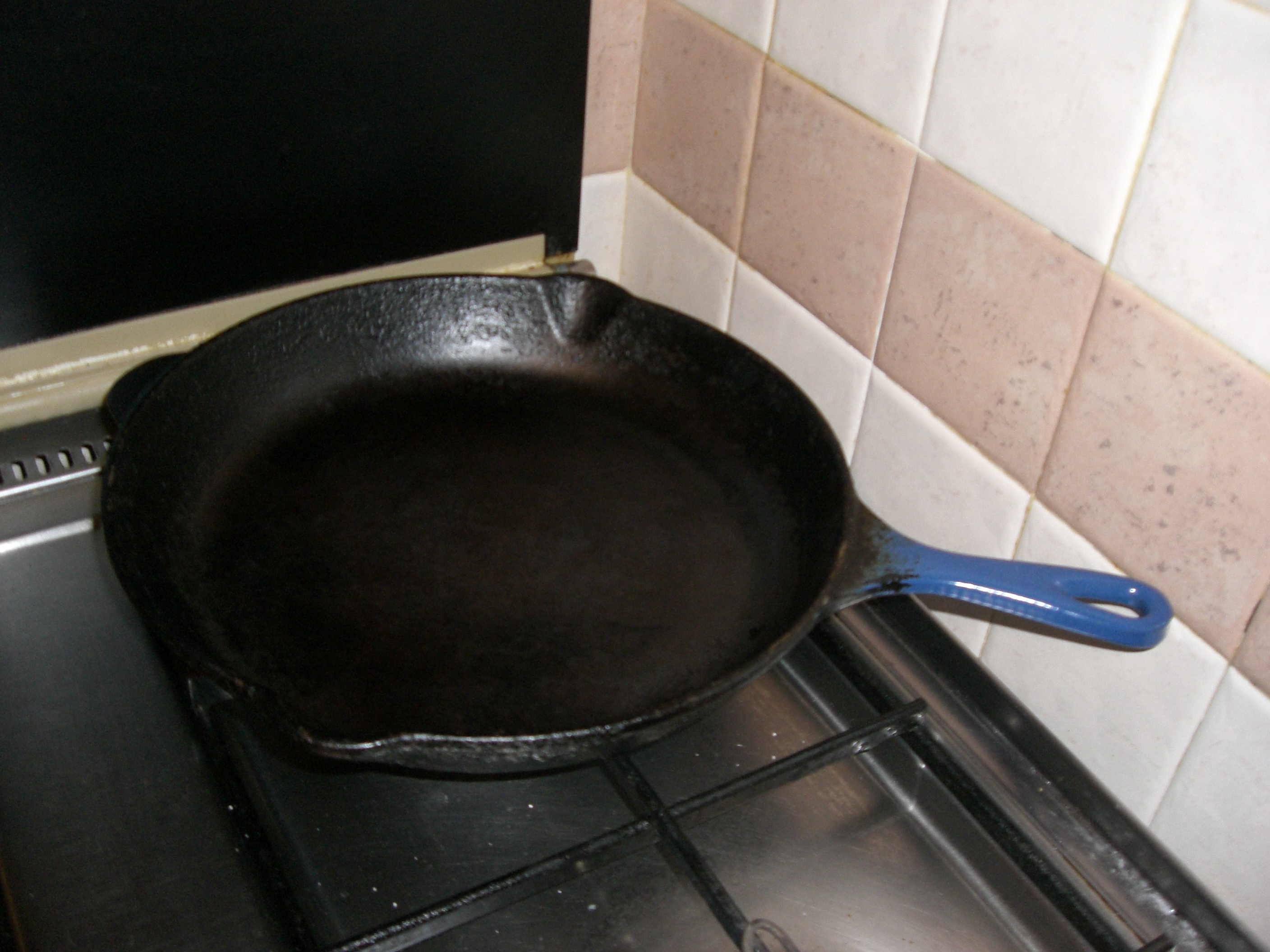
주철 프라이팬

오래전부터 프라이팬은 주철(무쇠)로 만들어졌다. 주철은 오늘날에도 쓰이고 있으나, 대부분 나오고 있는 프라이팬은 알루미늄이나 스테인리스 같은 금속으로 만들어진다. 오늘날 프라이팬에 사용되는 재료와 제조 방법은 매우 다양하나 몇 가지 일반적으로 쓰는 물질은 아래와 같다.
- 주철 : 기름이 잘 둘러지고, 열용량이 크며, 내마모성과 강도가 높아 옛날부터 널리 쓰여왔다.[2] 지금은 업소용으로 쓰이는 경우가 보통이다. 대부분 중화팬(웍)이 주철로 제조 되었고, 서양에서도 스킬렛(Skillet)이라는 두꺼운 주철의 프라이팬이 있다. 산화(녹 발생)되는 단점이 있기 때문에 세심한 관리가 필요하다. 강판을 프레스하여 성형한다.
- 알루미늄 : 가벼운 장점이 있으나, 기름이 잘 둘러지지 않고, 산에 의해 부식되고, 열용량이 작고, 마찰과 열 등에 약하다. 표면을 불소 수지로 코팅하거나 주조에 의해서 두껍게 만들어 놓기도 한다. 고급용은 AS3905/AS3905 경질 알루미늄을 사용하여 부식과 내마모성을 높였다.
- 구리 : 지중해권과 중동권에서 오랫동안 많이 쓰여온 재질로, 열전도율이 뛰어나, 적은 불로도 쉽게 조리가 가능하다. 구리는 가열할시 구리 성분이 묻어올라 건강에 좋지 않기 때문에, 위에 주석이나 스테인레스강을 씌우는 것이 보통이다. 주석을 씌운 제품은, 음식이 눌러 붙지 않은 장점이 있으나, 매우 연하고, 녹는점이 낮은편인 주석의 특성상 주석칠이 벗겨지기가 쉽기 때문에 주기적으로 칠을 해줘야 한다.
- 스테인리스강 : 스텐펜이라고도 줄여쓰기도 한다. 주철의 단점인 산화 문제가 없다. 주철과 함께 기름이 잘 둘러져서 매우 적은 기름과 불로도 조리가 가능하다. 단, 초보자들에겐 적은 기름으로 조리하기 쉽지 않은데, 우선 펜을 예열한 뒤 (먼저 중불로 잠깐 달군뒤, 약불로 천천히 달군다. 약간의 물을 뿌려서 물방울이 구슬처럼 둥그렇고 잘 움직이면 예열이 된 것이다.), 극소량의 기름을 팬 전체에 뿌린 뒤 다시 살짝 달구면 된다. 태워서 얼룩이 졌을 때는 식초를 희석한 물을 팬에 담아 끓인뒤 철수세미로 문질러서 얼룩을 벗겨낼 수 있다.
- 알루미늄 또는 구리 위에 스테인레스강을 씌운 것 : 스테인리스강의 장점인 산화 문제와 효율성, 알루미늄의 장점인 가벼움, 구리의 장점인 열전도율을 합친 팬.

또 팬에 음식이 눌러 붙지 않도록 코팅이 된 것도 있다. 주철이나 강철 등으로 만든 프라이팬은 기름 등을 사용하여 붙지 않게 할 수 있다.

## 코팅 팬

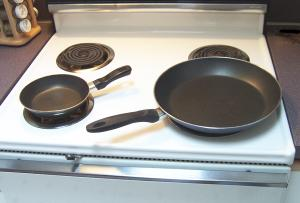
소형과 대형 프라이팬

알루미늄에 테플론 코팅을 입힌 코팅팬은 1954년 프랑스 Marc Gregoire에 의해 발명되었고 이후 특허를 얻었다.  1956년에는 코팅팬 전문 회사인 테팔을 세웠다. 초기에는 코팅의 내구성이 좋지 않았으나 현재 이부분을 많이 개선하여 일반 가정에서 널리 쓰이는 프라이팬으로 자리잡았다.
코팅팬의 장점은 음식이 타거나 눌러붙지 않는 점이 있기 때문에 초보자들이 쓰기에 가장 좋다. 코팅팬을 다룰 때는 금속 기구 같은 것에 긁히지 않도록 해야한다. 금속 기구에 의해 코팅이 벗겨져 기능이 저하되기 때문이다. 그리고 약 240 °C (464 °F) 이상의 온도로 가열해선 안된다. 이 이상의 온도로 가열시 코팅이 열에 의해 분해되어 독성 물질이 새어나올 수 있기 때문이다.

## 전기 프라이팬
전기 프라이팬(또는 전기 그릴, 그릴팬)은 전기로 작동하는 프라이팬이다. 팬 밑에 전기로 동작하는 가열장치가 되어 있으며 온도를 조절할 수 있는 장치가 되어 있다. 자체적으로 가열하기 때문에 별도의 버너가 필요없이 전원을 연결할 수 있으면 바로 조리할 수 있는 장점이 있다.

## 양면 팬
프라이팬 두개가 맞닿아서 밀폐시켜서 조리하는 프라이팬이다. 안전을 위해 약간의 수증기가 빠져나갈 구멍을 마련해놓았다. 조리 중에 음식을 이동시키거나 하는 경우가 없기 때문에 음식이 눌러 붙지 않기 위해 모든 양면팬은 코팅이 입혀져 있다. 열이 빠져 나가지 않아 순환열로도 조리가 되고 기름이 튈 염려가 없는 장점이 있다.

## 사용시 유의할 점

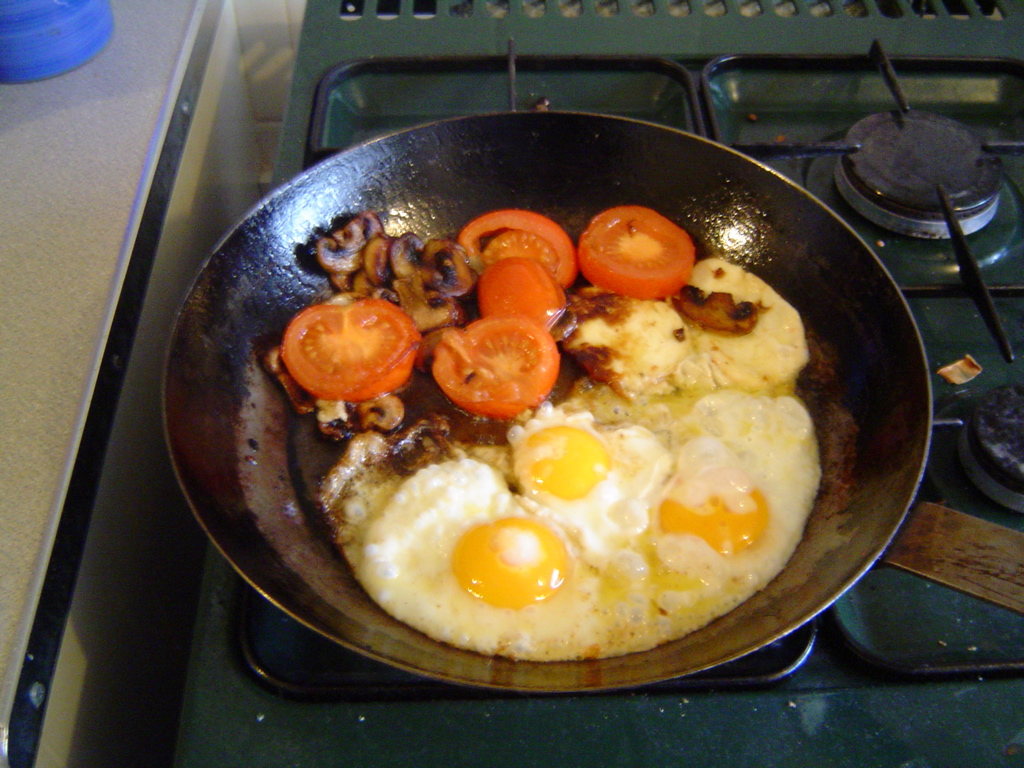
음식을 조리중인 프라이팬의 모습

프라이팬을 좀 더 오래 쓰고 싶을 경우, 프라이팬 구입시 표면이 두꺼운 제품이면서 재질이 좋은 믿을 수 있는 브랜드의 제품을 구입하는 것이 좋다. 얇거나 프라이팬 재질이 좋지 않은 경우 오래 쓸 수록 열에 의해 휘어져서 가운데가 내려앉게 되기 때문이다. 코팅팬의 경우 자주 쓸 경우 수명이 1~2년 정도 된다. 이는 코팅팬에 있는 코팅의 수명 때문인데, 오래 쓸수록 코팅이 벗겨져서 쓸 수 없기 때문이기도 하다. 일부 고급형 코팅팬은 잘 다루면 5년 넘게 유지할 수 있기 때문에, 주철, 스테인리스강 재품은 잘 다루면 코팅팬보다 더 수명이 길게 나온다.

## 같이 보기
- 구이판
- 지지기